# Jean-Roland Racle
Jean-Roland Racle (né le 9 septembre 1947 à Bagnolet en Île-de-France) est un patineur français de la catégorie des couples. Il a été sept fois champion de France entre 1967 et 1975 avec trois partenaires différentes: Fabienne Etlensperger, Florence Cahn et Pascale Kovelmann. Il a représenté la France aux Jeux olympiques d'hiver de 1972 à Sapporo.

## Biographie

### Carrière sportive
Jean-Roland Racle est issu d'une famille d’artistes. Sa mère était concertiste en piano et il avait un oncle qui était danseur étoile à l’opéra. Très tôt, il veut d'abord devenir danseur classique, mais après avoir été quelques années dans les ballets de Roland Petit, il s'oriente vers le patinage artistique car celui-ci réunit deux de ses passions : le sport et la danse. Il commence l'apprentissage du patinage en individuel, puis vers le patinage en couple
Avec sa première partenaire Fabienne Etlensperger, il devient double champion de France en 1967 et 1968 et participe à ses premiers championnats européens en 1968 à Västerås.
Cherchant une nouvelle partenaire en 1969 et 1970, il patine ensuite pendant quatre années avec Florence Cahn avec qui il obtient quatre nouveaux titres nationaux entre 1971 et 1974. Ils représentent la France à quatre championnats européens (1971 à Zurich, 1972 à Göteborg, 1973 à Cologne et 1974 à Zagreb), trois mondiaux (1971 à Lyon, 1973 à Bratislava et 1974 à Munich), et aux Jeux olympiques de 1972 à Sapporo.
En 1975, Jean-Roland Racle patine avec sa troisième partenaire Pascale Kovelmann. Avec elle, il va obtenir son septième titre de champion de France, mais ne participe ni aux championnats d'Europe ni aux championnats du monde. Il décide d'arrêter sa carrière de patineur amateur en 1975.

### Reconversion
Il commence ensuite une carrière d'entraîneur, au club « Les Français volants » à la patinoire de Boulogne-Billancourt. Il travaille avec Laëtitia Hubert, Line Haddad & Sylvain Privé, Sarah Abitbol & Stéphane Bernadis...
Jean-Roland Racle occupe également plusieurs fonctions au sein de la Fédération française des sports de glace. Il y est notamment directeur des équipes de France de patinage artistique, de danse sur glace et de patinage synchronisé. Son rôle est de sélectionner les meilleurs patineurs, de suivre leurs évolutions sportives en entraînement ou en compétitions, de les aider à trouver un bon entourage (entraîneurs, chorégraphes...) et d'organiser des stages de différents niveaux (juniors, espoirs, seniors).

### Accusation d'agressions sexuelles
Pour un article plus général, voir Violences sexuelles et sexistes dans le sport français.
En janvier 2020, il est accusé de viol et d'agressions sexuelles par Hélène Godard, une de ses élèves mineures. Elle affirme avoir subi des « attouchements » sexuels. Il n'est toutefois pas poursuivi, les faits étant prescrits.

## Palmarès
Il connaît trois partenaires :
- Fabienne Etlensperger (2 saisons : 1966-1968) ;
- Florence Cahn (4 saisons : 1970-1974) ;
- Pascale Kovelmann (1 saison : 1974-1975).

| Compétition             | 1967 | 1968 |  | 1969 | 1970 | 1971 | 1972 | 1973 | 1974 |  | 1975 |  |  |  |
| Jeux olympiques d'hiver |      |      |  |      |      |      | 13e  |      |      |  |      |  |  |  |
| Championnats du monde   |      |      |  |      |      | 14e  |      | 14e  | 13e  |  |      |  |  |  |
| Championnats d’Europe   |      | 18e  |  |      |      | 10e  | 11e  | 8e   | 12e  |  |      |  |  |  |
| Championnats de France  | 1er  | 1er  |  |      |      | 1er  | 1er  | 1er  | 1er  |  | 1er  |  |  |  |
|                         |      |      |  |      |      |      |      |      |      |  |      |  |  |  |